# Marija z otrokom (Lippi)
Madona z otrokom (italijansko: Madonna col Bambino e angeli ali Lippina) tudi Uffizijska Madona je slika italijanskega Datum, ko je bila narejena, ni znan, vendar se večina zgodovinarjev umetnosti strinja, da je bila naslikana med zadnjim obdobjem Lippijeve kariere, med letoma 1450 in 1465.  Je eno redkih njegovih del, ki ni bilo narejeno s pomočjo njegove delavnice in je vpliven model za poznejše upodobitve Madone in otroka, vključno s tisto Sandra Botticellija. Slika je razstavljena v galeriji Uffizi v Firencah v Italiji, zato jo umetnostni zgodovinarji pogosto imenujejo "Uffizi Madona".

## Ozadje
Fra Filippo se je rodil leta 1406 v Firencah v revni družini, kjer je bil njegov oče mesar. Z bratom je že zgodaj vstopil v samostan. Kasneje v življenju so ga premestili v samostan v Pratu in tu se je zaljubil v nuno Lucrezio Buti, s katero je imel dva otroka. Na več težav je naletel, ko so njegovi pokrovitelji trdili, da Fra Filippo ni izpolnil svojih pogodb. Njegovi glavni pokrovitelji so bili Medičejci. 

## Zgodovina
Naročilo in točen datum izvedbe slike nista znana. Leta 1457 je Giovanni de' Medici želel podariti ploščo neapeljskemu kralju in naročil Fra Filippu, da jo poslika. Fra Filippo, ki je takrat delal v Pratu, se je odločil, da se bo začasno vrnil v rezidenco v Firencah, da bi delal na tem projektu. Fra Filippo je Giovanniju napisal pisma, iz katerih je razvidno, da je slikar projekt opustil zaradi pomanjkanja finančnih sredstev. Čeprav umetnostni zgodovinar Ulmann meni, da je Fra Filippo predstavil Uffizijsko Madono Giovanniju, da bi se mu zahvalil, ker je deloval kot posrednik med njim in neapeljskim kraljem, Edward C. Strutt trdi, da je to prepričanje napačno. Vendar tudi navaja, da je bila Uffizi Madona po vsej verjetnosti narejena okoli obdobja, medtem ko je Fra Filippo bival v Firencah. To dokazujejo tudi tehnike, ki jih je Fra Filippo uporabil pri uresničevanju te slike: bleda izvedba in drzne barve poudarjajo, kako je na slikarja vplivala tehnika fresko poslikave. Ker je takšne tehnike pridobil z delom v stolnici v Pratu, veliko preden se je preselil v Firence, Strutt verjame, da je moral Fra Filippo to sliko izvesti po času, ko je delal v stolnici.
Madono tradicionalno poistovetijo z Lucrezijo Buti, tako kot pri večini Fra Filippovih Madonn. 
Druga možna interpretacija slike je, da je nenavadna velikost morda povezana z osebnim dogodkom, kot je rojstvo njegovega sina Filippina (1457): če pa bi Filippina izbral za model angela v ospredju, bi plošča lahko izvira iz leta 1465.
Napis iz 18. stoletja na zadnji strani plošče priča o prisotnosti slike v takratni medičejski vili, Villa del Poggio Imperiale. 13. maja 1796 je prišla v zbirko Gran Ducal v Firencah, ki je osnova bodoče galerije Uffizi.

## Opis
Uffizijska Madona je povezana z okusom nove dobe, saj je Madona »ljubkejša in bolj modna kot katera od Filippovih prejšnjih Madonn«. Skupina Madone in otroka je nenavadno za to obdobje postavljena pred odprto okno, za katerim je pokrajina, navdihnjena za flamskim slikarstvom. Madona sedi na stolu ob oknu hiše, ki stoji na vrhu hriba, ki ponuja pogled na zapleteno pokrajino 'ravnic, oddaljenih gora, mesta in zaliva'. Oči so ji usmerjene navzdol in roke v molitvi sklenjene pred otrokom Jezusom, ki ga ob njej držita dva angela. Ima prefinjeno pričesko z mehko tančico in biseri: ti elementi skupaj z njenim kostumom predstavljajo eleganco sredi 1400-ih in so bili ponovno uporabljeni v številnih delih iz 15. stoletja v Firencah. Kot v mnogih renesančnih slikah so tudi Madonini lasje obriti višje, ker je bilo »čelo predmet posebne lepote«, okrašeno z »žareče, lepo postavljenim biserom«.
Ta Madona spominja na druge Madone istega umetnika. Na primer, je tesno povezana s Fra Filippovo Madono na Pittijskem tondu, vendar ji manjka 'patetične dekliške ljubkosti' in ima bolj 'ženstveno in zrelo vrsto lepote'.
Angel na desni je eden najbolj radovednih delov slike: gledalca gleda z porogljivim nasmehom, bolj izrazitim nagajivim kot serafsko dovršen. Njegova poza ne spominja na angela in zdi se, da ne igra svoje vloge, temveč se zdi, da je pravi otrok. 

## Tehnika
Veliko okno, postavljeno za Madono, pomaga zmanjšati vrzel med gledalcem in figurami, ki so prav tako zelo blizu ravnine, da pomagajo gledalcu, da se počuti kot del slike.
Fra Filippovo fresko ozadje iz časa v Pratu vpliva na to sliko od barvanja in nepazljivosti do podrobnosti. Barve so nanesene v krepkih potezah, ki so skorajda neodvisne druga od druge, kar kaže, da si je Fra Filippo »zelo malo prizadeval, da bi zagotovil harmonično mešanje različnih odtenkov«, kar je značilno za freske. Sestava slike je piramidalne oblike, ospredje in ozadje pa sta razporejena na način, ki nakazuje, da so metode Donatellove šole vplivale tudi na Fra Filippa.
Iz njegovih prejšnjih slik je razvidno, da je na Fra Filippa vplival Masaccio. Vendar je Masacciov chiaroscúro izginil v Uffizijski Madoni, figure so zdaj osvetljene z mehkim sijajem z ostrimi sencami. To močno zmanjša občutek volumna, ki je bil značilen za prejšnje slike Fra Filippa.

## Simbolizem
Ta slika vsebuje verske simbole: zunaj okna so skale in morska obala, ki so v florentinskih renesančnih slikah ponavljajoče teme. Morska obala najbrž aludira na naslov Device Marije 'zvezda morja in pristanišča našega odrešenja', skale pa aludirajo na zgodbe preroka Danijela.

## Interpretacija
Angel na desni je bil od nekdaj posebnega pomena za umetnostne zgodovinarje. Marylin Lavin trdi, da je treba Uffizijsko Madono »razumeti kot predstavitev poroke Kristusa in Device Marije«. Kot je dejala Barnaby Nygren, Lavinovo razlago zagovarja dejstvo, da Madona ne drži otroka, temveč se mu predstavlja. Vendar Bernard Berenson trdi, da »odnos med nevesto in ženinom ni v razmerju med Devico Marijo in Kristusom, temveč kot posamezno pobožno dušo in Boga«. Nazadnje Jonathan Jones trdi, da je Madona »ena najlepših renesančnih slik« in primer humanizacije religije, ki sega do  Giotta. Po njegovem mnenju je Fra Filippo s to sliko prikazal odnos med Madono in otrokom kot prava mati in dojenček. 